# Xeròfit
Un xeròfit (del grec: xero, 'sec'; phyto 'planta') és una planta que pot sobreviure i reproduir-se en un ambient amb relativament poca aigua disponible, normalment en ambients on l'evapotranspiració potencial supera la precipitació durant tota o a part de l'estació de creixement. Plantes com els cactus i altres plantes suculentes es troben als deserts i semideserts, però d'altres xeròfites com ara les bromeliàcies es troben en les selves plujoses però en certs nínxols ecològics on no hi ha gaire aigua (plantes epífites, per exemple). Les plantes que viuen en zones de clima àrtic i subàrtic amb permagel també en tenen adaptacions.
El xeromorfisme és la morfologia resultant de les adaptacions a la baixa disponibilitat d'aigua.

## Taula de mecanismes xerofítics
| Mecanisme                      | Adaptació                                      | Exemple           |
| ------------------------------ | ---------------------------------------------- | ----------------- |
| Limitació de la pèrdua d'aigua | estomes cerosos                                | Opuntia           |
|                                | pocs estomes                                   |                   |
|                                | estomes enfonsats                              | Pi                |
|                                | estomes oberts de nit                          | Planta del te     |
|                                | fotosíntesi del tipus CAM                      | Cactus            |
|                                | Grans pèls a la superfície                     | Bromeliàcies      |
|                                | Fulles corbades                                | Stipa tenacissima |
| Emmagatzematge d'aigua         | Fulles suculentes                              | Bryophyllum       |
|                                | Plantes suculentes                             | Eufòrbia          |
|                                | Tuber carnós                                   | Raphionacme       |
| Captació de l'aigua            | arrels profundes                               | Acacia,"prosopis" |
|                                | Una capa freàtica pròxima                      | Nerium oleander   |
|                                | Absorció de la humitat ambiental pels tricomes | Tillandsia        |